# Fran Kranz
Francis Kranz, detto Fran (Los Angeles, 13 luglio 1981), è un attore, chitarrista, regista e sceneggiatore statunitense, maggiormente conosciuto per il ruolo di Topher Brink nella serie televisiva Dollhouse di Joss Whedon.

## Biografia
Cresciuto a Los Angeles, Kranz frequentò la Harvard-Westlake High School, per poi laurearsi all'Università Yale. Tra i vari ruoli avuti vanno inclusi quelli nei film Orange County, Donnie Darko, Training Day, Quel genio di Bickford, Il genio della truffa e The Village.

## Filmografia

### Regista
- Mass (2021)

### Sceneggiatore
- Mass, regia di Fran Kranz (2021)

### Attore
- Donnie Darko, regia di Richard Kelly (2001)
- Training Day, regia di Antoine Fuqua (2001)
- Orange County, regia di Jake Kasdan (2002)
- Il genio della truffa (Matchstick Men), regia di Ridley Scott (2003)
- Swordswallowers and Thin Men, regia di Max Borenstein (2003)
- The Village, regia di M. Night Shyamalan (2004)
- Admissions, regia di Melissa Painter (2004)
- Hitch - Lui sì che capisce le donne (Hitch), regia di Andy Tennant (2005) (non accreditato)
- Quel genio di Bickford (Bickford Shmeckler's Cool Ideas), regia di Scott Lew (2006)
- The Night of the White Pants, regia di Amy Talkington (2006)
- TV Set (The TV Set), regia di Jake Kasdan (2006)
- Whirlygirl, regia di Jim Wilson (2006)
- La setta delle tenebre (Rise), regia di Sebastian Gutierrez (2007)
- Careless, regia di Peter Spears (2007)
- Wieners - Un viaggio da sballo (Wieners), regia di Mark Steilen (2008)
- Shades of Ray, regia di Jaffar Mahmood (2008)
- Last Meal, regia di Mark Stern – cortometraggio (2008)
- Homeland, regia di Christopher C. Young (2009)
- My Two Fans, regia di Lauren Iungerich (2009)
- Don't Fade Away, regia di Luke Kasdan (2010)
- Diario di una schiappa 2 - La legge dei più grandi (Diary of a Wimpy Kid: Rodrick Rules), regia di David Bowers (2011)
- Quella casa nel bosco (The Cabin in the Woods), regia di Drew Goddard (2012)
- Much Ado About Nothing, regia di Joss Whedon (2012)
- Before I Disappear, regia di Shawn Christensen (2014)
- Il mistero del gatto trafitto (Murder of a Cat), regia di Gillian Greene (2014)
- Mojave, regia di William Monahan (2015)
- Rebirth, regia di Karl Mueller (2016)
- La torre nera (The Dark Tower), regia di Nikolaj Arcel (2017)
- Jungleland, regia di Max Winkler (2019)

### Televisione
- Frasier – serie TV, episodio 6x01 (1998)
- Untitled Christine Taylor Project – film TV (2007)
- Welcome to the Captain – serie TV, 5 episodi (2008)
- Private Practice – serie TV, episodio 2x02 (2008)
- C'è sempre il sole a Philadelphia (It's Always Sunny in Philadelphia) – serie TV, episodio 4x07 (2008)
- Dollhouse – serie TV, 27 episodi (2009-2010)
- The Good Wife – serie TV, episodio 4x21 (2013)
- Dallas – serie TV, episodi 3x06-3x07-3x12 (2014)
- Elementary – serie TV, episodio 5x08 (2016)
- Major Crimes – serie TV, 4 episodi (2017)
- Ballers – serie TV, episodi 4x07-4x08-4x09 (2018)
- Homecoming – serie TV, episodio 1x05 (2018)
- Julia – serie TV, 8 episodi (2022)

## Doppiatori italiani
Nelle versioni in italiano delle opere in cui ha recitato, Franz Kranz è stato doppiato da:
- Emiliano Coltorti in Benvenuti a The Captain, The Loudest Voice
- Fabrizio Manfredi in Wieners - Un viaggio da sballo
- Mirko Mazzanti in Orange County
- Daniele Raffaeli in Admissions
- David Chevalier in Private Practice
- Stefano Crescentini in Dollhouse
- Emiliano Reggente ne Il mistero del gatto trafitto
- Simone Crisari in Quella casa nel bosco
- Edoardo Stoppacciaro in Major Crimes